# Moment of Forever
Moment of Forever — 56-й студийный альбом американского кантри-музыканта Вилли Нельсона, изданный 29 января 2008 года на студии Lost Highway Records.
На первый сингл альбома «Gravedigger» было снято видео, а на трек «You Don’t Think I’m Funny Anymore» — клип с участием Джессики Симпсон, Оуэна Уилсона, Вуди Харрельсона, Люка Уилсона и Дэна Ратера. Премьера последнего видео состоялась в выходные 23—24 февраля на MTV.
Заглавный трек, «Moment of Forever», является кавер-версией песни, написанной Крисом Кристофферсоном и Дэнни Тиммсом. Песня «The Bob Song» была первоначально записана группой Big & Rich для их CD/DVD-сета Big & Rich’s Super Galactic Fan Pak. «Louisiana» — кавер-версия песни Рэнди Ньюмана. «Gravedigger» — кавер-версия песни Дэйва Мэтьюса. «Keep Me From Blowing Away» — кавер на песню Пола Крафта. Песня «I’m Alive» также была записана Кенни Чесни на его альбоме Lucky Old Sun. Песня «Gotta Serve Somebody» является кавером на песню Боба Дилана. Это был последний студийный альбом Вилли Нельсона, выпущенный под знаком лейбла Lost Highway Records, так как в дальнейшем он подписал новый контракт с Sony Music.

## Отзывы
| Оценки критиков          | Оценки критиков |
| Источник                 | Оценка          |
| ------------------------ | --------------- |
| AllMusic                 | [ 1 ]           |
| Rolling Stone            | link            |
| Fort Worth Star-Telegram | link            |
| Slant                    | link            |

Альбом получил положительные и умеренные отзывы музыкальной критики и интернет-изданий. Стивен Томас Эрлевайн из AllMusic отметил, что «Вилли Нельсон, работая над Moment of Forever, альбом 2008 года, спродюсированный современной суперзвездой Кенни Чесни и его давним товарищем Бадди Кэнноном, … он дико непоследователен по настроению и материалу, находя место для чувствительных песен Криса Кристофферсона и хамских мелодий Биг Кенни, …что наводит на мысль, что сама идея Moment of Forever — дать Нельсону первый полноценный современный кантри-альбом за много веков — ошибочна, но на самом деле альбом гораздо хитрее, чем можно было бы предположить».

## Список композиций
1. «Over You Again» (Вилли Нельсон, Micah Nelson, Lukas Nelson) — 5:35
2. «Moment of Forever» (Крис Кристофферсон, Danny Timms) — 3:50
3. «The Bob Song» (Big Kenny Alphin) — 4:15
4. «Louisiana» (Рэнди Ньюман) — 3:25
5. «Gravedigger» (Дэйв Мэтьюс) — 3:52
6. «Keep Me From Blowing Away» (Paul Craft) — 3:33
7. «Takin' on Water» (Dave Loggins, John Scott Sherrill, Dennis Robbins) — 3:24
8. «Always Now» (Вилли Нельсон) — 3:28
9. «I’m Alive» (Кенни Чесни, Dean Dillon, Mark Tamburino) — 3:27
10. «When I Was Young and Grandma Wasn’t Old» (Бадди Кэннон) — 3:05
11. «Worry B Gone» (Guy Clark, Gary Nicholson, Lee Roy Parnell) — 3:10
  - Дуэт с Кенни Чесни
12. «You Don’t Think I’m Funny Anymore» (Вилли Нельсон) — 2:21
13. «Gotta Serve Somebody» (Боб Дилан) — 9:46

## Чарты
| Чарт (2008)                         | Высшая позиция |
| ----------------------------------- | -------------- |
| США (Billboard 200)                 | 56             |
| США (Top Country Albums, Billboard) | 8              |